# I. e. 156
Évszázadok: i. e. 3. század – i. e. 2. század – i. e. 1. század
Évtizedek: i. e. 200-as évek – i. e. 190-es évek – i. e. 180-as évek – i. e. 170-es évek – i. e. 160-as évek – i. e. 150-es évek – i. e. 140-es évek – i. e. 130-as évek – i. e. 120-as évek – i. e. 110-es évek – i. e. 100-as évek
Évek: i. e. 161 – i. e. 160 – i. e. 159 – i. e. 158 –  i. e. 157 – i. e. 156 – i. e. 155 – i. e. 154 – i. e. 153 – i. e. 152 – i. e. 151

## Események

### Róma
- Lucius Cornelius Lentulus Lupust és Caius Marcius Figulust választják consulnak.
- Mivel a dalmátok (delmatae) sértően bántak a római követekkel, Róma hadat üzen. C. Marcius vezeti a hadjáratot, ahol először egy meglepetésszerű támadás miatt visszavonul, de aztán ostrom alá veszi a dalmátok fővárosát, Delminiumot.

## Fordítás
- Ez a szócikk részben vagy egészben  a(z)   156 BC című angol Wikipédia-szócikk ezen változatának fordításán alapul.  Az eredeti cikk szerkesztőit annak laptörténete sorolja fel. Ez a jelzés csupán a megfogalmazás eredetét és a szerzői jogokat jelzi, nem szolgál a cikkben szereplő információk forrásmegjelöléseként.